# Turó de l'Argenda
El Turó de l'Argenda és una muntanya de 1.267 metres que es troba al municipi de Coll de Nargó, a la comarca de l'Alt Urgell.